# Ha (Volk)
Die Ha, auch Abaha oder Waha genannt, sind ein Bantu-sprechendes Volk, das im Nordwesten Tansanias an der Grenze zu Burundi lebt. Der Gruppe gehören etwa 1.000.000 Menschen an (Stand 2000).

## Lebensraum
Ihr Land, das sie selbst Buha nennen, setzt sich aus Grassavanne und offenen Waldgebieten zusammen. Die Ha leben hauptsächlich von der Landwirtschaft, angebaut werden Hirse, Mais, Maniok, Yams und Erdnüsse. Der traditionelle Hackbau soll in Zukunft schrittweise auf Pflugbau umgestellt werden. Viehzucht wird vor allem auf den südwestlichen Grasflächen betrieben, wo es ausreichend Wasser und weniger Probleme mit Tsetse-Fliegen gibt. Für die Ha, wie auch für viele andere Menschen in Ostafrika, sind Rinder ein wichtiges Mittel zum Aufbau sozialer Beziehungen, sie dienen z. B. als Brautpreis. Daneben werden auch Ziegen und andere Nutztiere gezüchtet.

## Gesellschaftsstruktur
Die Ha wohnen in Streusiedlungen, als Großfamilien, die im Kern aus ein paar männlichen Verwandten verschiedener Generationen bestehen. Auf höherer Ebene bestand Buha aus sechs unabhängigen Königreichen: Buyunga, Muhambwe, Heru, Luguru (Kunkanda), Bushingo und Bujiji (Nkalinzi). Seit etwa dem 18. Jahrhundert lebt eine kleine Zahl Tutsi (ca. zwei Prozent) unter den Ha. Beide Gruppen haben sich mit der Zeit vermischt und sind heute sprachlich und kulturell eng verwandt.

## Religion
Die Ha (wie auch die Tutsi) verehren den Schöpfergott Imana als ihr höchstes Wesen. Eine große Rolle spielen Ahnenschreine und der Ahnenkult. Die Ha glauben, dass ihr Schicksal von Ahnengeistern beeinflusst wird. Naturgeister sollen Felder und andere Teile des Landes bewohnen. Mehrere christliche Kirchen haben versucht die Ha zu missionieren, darunter Katholiken, Anglikaner, Lutheraner, Pfingstkirchler und die Siebenten-Tags-Adventisten.

## Geschichte
Die Ha behaupten, schon seit Urzeiten in Buha zu leben. Zum ersten Mal beschrieben wurden sie von arabischen Reisenden im 19. Jahrhundert. Danach wurden sie einige Male von europäischen Entdeckern und Missionaren besucht. Bis zum Ende des Ersten Weltkriegs stand ihr Gebiet für einige Jahre unter instabiler deutscher Kolonialverwaltung. Es folgten Einmärsche belgischer und britischer Truppen, welche das von den Deutschen eingeführte System der Indirekten Herrschaft weiter festigten. Ungeachtet dessen konnten die Ha während des Zweiten Weltkrieges von den Briten nicht als Arbeitskräfte gewonnen werden, die daraufhin ein Regulationssystem mit Steuern, Bußgeldern und Gehaltszahlungen einführten. Seit der Unabhängigkeit Tansanias bilden historische Königreiche und ethnische Gruppierungen keine Grundlage mehr für die politische Gliederung.